# Liste der Ortspyramiden im Landkreis Zwickau
Die Liste der Ortspyramiden im Landkreis Zwickau bietet einen Überblick der aktuellen und ehemaligen drehbaren Pyramiden in den Städten und Gemeinden des Landkreises Zwickau auf öffentlichen Plätzen. Die ursprünglich für den häuslichen Gebrauch angefertigten Weihnachtspyramiden werden seit den 1930er-Jahren auch als große Freilandpyramiden hergestellt. Sie sind fester Bestandteil des Brauchtums im sächsischen Erzgebirge und mittlerweile auch in großen Teilen des Erzgebirgsvorlands. – Sie haben in dieser Region jedoch eine fast genauso weit zurückreichende Geschichte, denn bereits 1936 wurde in Lichtenstein-Callnberg die erste Freilandpyramide aufgestellt.
In vielen Orten wird jährlich das Pyramidenanschieben um den Ersten Advent feierlich begangen. Die meisten Pyramiden drehen sich bis Hochneujahr, in manchen Orten bis Lichtmeß.

## Aktuelle Ortspyramiden
Die älteste erhaltene und noch in Betrieb befindliche Ortspyramide wurde 1965 in Bernsdorf aufgestellt.
Die folgende Tabelle bietet einen Überblick über die in den Grenzen des Landkreises Zwickau existierenden Großpyramiden, die von den Städten und Gemeinden, mit deren Genehmigung bzw. auf deren oder gemeinschaftlicher Initiative aufgestellt wurden.
| Abbildung                            | Ort                                       | Standort | Baujahr      | Geschichte |
| ------------------------------------ | ----------------------------------------- | --- | ------------ | --- |
|                                      | Bärenwalde (Crinitzberg)                  | Auerbacher Straße, vor der Kirche 50° 33′ 59″ N, 12° 31′ 43″ O                                                         | 2003         | Bereits im Jahr 2000 wurde bei einigen Bürgern der Gedanke zum Bau einer Ortspyramide aufgenommen, die Schirmherrschaft übernahm der Dorfclub. Bereits frühzeitig wurde die Idee geboren, das Gestell dem Bärenwalder Kirchturm nachzuempfinden. Die Pyramide ist etwa fünf Meter hoch und die Kirchturmspitze mit etwa 22.000 Schieferimitationen gedeckt. Etwa 1.200 Arbeitsstunden wurden bis zur Fertigstellung ehrenamtlich geleistet. Die Pyramide verfügt über drei Drehteller. Zuunterst ist Christi’ Geburt mit Maria, Josef sowie den Heiligen Drei Königen zu sehen. Darüber finden sich Figuren in den für die Entwicklung des Ortes bedeutenden Berufen Bauer, Förster, Waldarbeiter, Kräuterweibl, Zimmerman und Schmied. Ganz oben dreht eine Kurrende ihre Runden. |
|                                      | Beiersdorf (Fraureuth)                    | Kreuzung unterhalb der Kirche beim Glockenspiel 50° 40′ 52″ N, 12° 20′ 48″ O                                           | 2001         | Das Pyramidenhaus zeigt eine Kurrende. Gestalterisch ist sie an die Pyramide von Oberrothenbach angelehnt, die man teilweise zum Vorbild nahm. Hinter der Pyramide steht seit dem Jahr 2014 ein Glockenspiel, dessen Melodie tagsüber jeweils 10 Minuten nach dem benachbarten Kirchengeläut zur vollen Stunde erklingt. Den überwiegenden Teil der Geld- und Sachleistungen für den Bau erbrachten Privatpersonen, einen finanziellen Teil steuerte die Gemeindeverwaltung bei. In Nachbarschaft zur Pyramide befindet sich eine 2003 gestaltete Weihnachtskrippe in einem in den Fels getriebenen Gang. |
|                                      | Bernsdorf                                 | B 173, Ortsmitte 50° 40′ 52″ N, 12° 20′ 48″ O                                                                          | 1965         | 1964 beschloss die örtliche Schnitzgruppe den Bau einer Ortspyramide. Der Entwurf für die sechs Meter hohe Stabpyramide stammt von Willy Lauckner. Sie besitzt drei Streben, die die Grundfläche eines gleichseitigen Dreiecks bilden. Geschaffen wurde sie vom örtlichen Schnitzverein und ortsansässigen Handwerkern. Die Bauzeit belief sich auf insgesamt 1150 Stunden Bauzeit. Die Pyramidenflügel sind aus Teilen der Kunststoff-Außenhaut für den Trabant hergestellt. Bestückt ist sie mit zwölf bis zu 60 Zentimeter hohen geschnitzten Figuren aus Lindenholz. Der untere Drehteller zeigt Bauern, Bäuerinnen und Erntehelfer in Anlehnung an die den Ort prägende Landwirtschaft. Darüber finden sich vier Handwerker und zuoberst drehen Mädchen mit Schlitten, Schneemann sowie die Objekte Baum und Felsen ihre Runden. Bei einigen Figuren wurde versucht eine Ähnlichkeit mit seinerzeit lebenden Personen zu erzielen. 2013 wurden die Figuren umfassend restauriert. |
| Ortspyramide Breitenbach (Schönberg) | Breitenbach (Schönberg)                   | Abzweig Breitenbacher Straße 50° 52′ 3″ N, 12° 30′ 41″ O                                                               |              | Dreistufige Pyramide. Auf dem unteren Teller ist eine Krippenszene zu sehen, darüber befindet sich die Seiffener Kirche mit einer Kurrende. Auf dem oberen Teller drehen sich Engel. |
|                                      | Crimmitschau                              | Markt 50° 48′ 59″ N, 12° 23′ 13″ O                                                                                     | 1996         | Pyramide mit drei Etagen. Zu sehen sind eine Bergmannskapelle, Gewerke der Stadt und eine Kurrende. |
|                                      | Dennheritz                                | nahe der Kirche 50° 48′ 53″ N, 12° 27′ 46″ O                                                                           | 2011         | Die Kosten für den Bau der Stabpyramide mit drei Drehtellern beliefen sich auf 12.750 Euro. Der Gemeinderat stellte einen Zuschuss von 7500 Euro zur Verfügung. Der Restbetrag wurde durch Sponsoren, die zum Teil auch Patenschaften für einzelne Teile der Pyramide übernommen haben, aufgebracht. Im Jahr 2017 wurde ersten Verschleißerscheinungen an Figuren und stilisierten Kerzen durch eine Generalüberholung entgegengewirkt. Auf dem unteren Teller ist Christi Geburt dargestellt, darüber eine Kurrende und ganz oben drehen musizierende Engel ihre Runden. |
|                                      | Ebersbrunn (Lichtentanne)                 | Straßendreieck Werdauer Straße/Bahnhofsberg/Reichenbacher Straße 50° 39′ 8″ N, 12° 26′ 20″ O                           | 1994         | Dreietagige Stabpyramide mit Eisenbahn, Kindern und ortstypischen Berufen |
|                                      | Fraureuth                                 | Festplatz vor dem Herrenhaus Fraureuth 50° 42′ 12″ N, 12° 21′ 20″ O                                                    | 2014         | Von der Idee bis zur Fertigstellung vergingen knapp drei Jahre, die Finanzierung erfolgte über Spenden. Die sieben Meter hohe Stabpyramide ist neben Geschenkpaketen (untere Etage) mit ortstypischen Motiven (Wälzlager, Orgel, Gebäude der Porzellanfabrik etc.) bestückt. Die Figuren sind zweidimensional ausgeführt. Die obere Etage zeigt die Kirche und Hirten mit Schafen. Zu Ostern wird die Pyramide als Osterpyramide mit Osterhasen und österlichen Motiven, sowie hellgrünen Kerzen dekoriert. |
|                                      | Gersdorf                                  | Hauptstraße, Ortsmitte 50° 45′ 31″ N, 12° 42′ 31″ O                                                                    | 1983         | Geschaffen vom „Schnitzverein Gersdorf e.V.“ wurde die Pyramide 1983 der Gemeindeverwaltung übereignet. Auf- und Abbau sowie Pflege und Instandhaltung übernimmt seit Beginn an der Schnitzverein. Feierlich angeschoben wird sie stets am Samstag vor dem ersten Advent. Unter den Figuren sind Betonarbeiter und ein Bauer mit Schwein. |
|                                      | Gesau/Höckendorf/Schönbörnchen (Glauchau) | Gesau, Kreuzung Siemensstraße/Meeraner Straße 50° 49′ 54″ N, 12° 31′ 16″ O                                             | 2024         | Gemeinsame Schwibbogen-Pyramide für die Ortsteile der Glauchauer Ortschaft Gesau/Höckendorf/Schönbörnchen mit einer Breite von 6 Metern und einer Höhe von 4 Metern. Zentraler Teil ist die Pyramide, welche einen Teller besitzt. Auf diesem steht das Modell des Glauchauer Wasserturms, welcher sich in der Ortslage Gesau befindet. Der Schwibbogen-Teil beinhaltet die Umrisse mehrerer Häuser der Ortsteile (Kirche, Feuerwehrhaus, Fachwerkhaus und Hofeweg in Gesau, Turnhalle in Höckendorf). Die Schriftzüge der Ortsteile ""Gesau", "Höckendorf" und "Schönbörnchen" sind befinden sich im Außenbogen der Schwibbogen-Pyramide. |
|                                      | Glauchau                                  | Nicolaiplatz 50° 49′ 7″ N, 12° 32′ 32″ O                                                                               | 2007         | Im Dezember 2005 entstand durch den „Denkmalverein e.V.“ die Idee. Bezüglich des gewählten Entwurfes – die Silhouette wurde von Auszubildenden des Beruflichen Schulzentrums „Dr. Friedrich Dittes“ entworfen – sowie der Standortwahl wurden Bürger befragt und darauf basierend der „Nicolaiplatz“ gewählt. Zusätzlich zum finanziellen Eigenanteil des Vereins kam ein Zuschuss der Stadt sowie der Erlös aus einer Versteigerung von etwa 160 Bauteilen – darunter auch Figuren – der neuen Pyramide unter Glauchauer Bürgern. Die Einweihung fand am 2. Dezember 2007 statt. Seitdem wurden auch neue Elemente hinzugefügt. 2010 wurde sie offiziell an die Stadt Glauchau übergeben. Die Pyramide ist 4,5 m hoch und der drehbare Teil ist mittels durchlaufender Trennwände dem Bismarckturm nachempfunden. Auf vier Ebenen sind u. a. alte Zünfte, Glauchauer Bauwerke oder auch Elemente, die an die städtische Tradition erinnern sollen, dargestellt.                       |
|                                      | Grumbach (Callenberg)                     | Festplatz gegenüber der Kirche 50° 49′ 51″ N, 12° 37′ 53″ O                                                            | 1985         | Vieretagige, quadratische Stufenpyramide mit Bergleuten und Erzgebirgsmotiven |
|                                      | Hartenstein                               | Markt 50° 39′ 42″ N, 12° 40′ 16″ O                                                                                     | 1986         | Vieretagige Stabpyramide mit Bergleuten und Erzgebirgsfiguren. |
|                                      | Hartmannsdorf bei Kirchberg               | Dorfstraße, Ortsmitte 50° 35′ 36″ N, 12° 32′ 47″ O                                                                     | 1983         | Die Idee zum Bau einer Pyramide entstand im Sommer 1981 bei einigen Bürgern des Ortes. Die dreietagige Pyramide hat die Gestalt eines Förderturms. Auf der unteren Etage sind regionale Berufe, auf der mittleren die Schmalspurbahn Wilkau–Carlsfeld und auf der oberen Kurrendesänger dargestellt. |
|                                      | Hermsdorf (Bernsdorf)                     | Obere Hauptstraße / Einmündung Bachstraße 50° 47′ 2″ N, 12° 40′ 43″ O                                                  |              | Verglaste Hauspyramide mit geschnitzten Naturholzfiguren auf drei Etagen. Im Sockel ist auf der Vorderseite der Schriftzug „Hermsdorf“ angebracht. Auf der unteren Etage befinden sich Figuren der biblischen Christgeburt. Die mittlere Etage ist mit Figuren bestückt, die ortstypischen Tätigkeiten und Berufen nachgehen. Auf der oberen Etage steht eine Bergkapelle mit drei Figuren. |
|                                      | Hohenstein-Ernstthal                      | Altmarkt 50° 48′ 8″ N, 12° 42′ 28″ O                                                                                   | 1993         | Das Vorgängermodell am gleichen Standort wurde 1991 letztmals aufgebaut. Für damals knapp 19.000 D-Mark war das Gestell Auftragswerk der Oberlungwitzer Tischlerei Lämmel. Bemerkenswert ist das Material der Pyramidenflügel, die aus alten Trabant-Dächern hergestellt wurden. Die Figuren schuf der ortsansässige Schnitzer Hans Graupner. Auf dem unteren Drehteller finden sich sechs Figuren die Bergbaugeschichte, in der Mitte vier Figuren in typischen Handwerksberufen und zuoberst drehen zwei Kurrendesänger ihrer Runden. Am 1. Advent 1993 wurde die Pyramide erstmals feierlich angeschoben. |
|                                      | Kändler (Limbach-Oberfrohna)              | vor der Grundschule 50° 51′ 22″ N, 12° 47′ 38″ O                                                                       | 2021         | Pyramide mit drei Etagen. Auf der unteren Etage befinden sich Figuren mit ortstypischen Tätigkeiten, auf der mittleren Etage die Christgeburt auf der oberen Etage Weihnachtsmann, Schneemann und Bergmänner. |
|                                      | Kirchberg                                 | Altmarkt 50° 37′ 16″ N, 12° 31′ 38″ O                                                                                  | 2012         | Das Vorgängermodell wurde nur einmalig in der Weihnachtszeit 1938/39 aufgestellt. Den jetzigen, 6,3 Meter hohen Drehturm baute man nach einem Bilddokument des Vorgängermodells aus der Ortschronik. Gefertigt wurde er von den Tischlern Rudolph Kolbe und Peter Herzog sowie dem Werkzeugmacher Christian Bauer. Auswahl und endgültige Gestaltung der farbigen Figuren übernahmen Gerfried Kramer und dessen Tochter Nadine. Auf drei Ebenen sind Figuren bzw. Objekte mit engem Ortsbezug zu sehen: Zuunterst Bergleute des Kirchberger Altbergbaus, der Steinkohle und Wismut. Darüber Industrie und Gewerbe mit Steinmetz, Bierbrauer und Tuchmacher mit Schiebbock. Eine weitere Ebene ist mit Lok, Waggon und Schaffner der ehemaligen Schmalspurbahn gewidmet. Die Turmspitze ist der St. Margarethenkirche nachempfunden. Für die Aufstellung wird der Sockel eines ehemaligen Bismarckdenkmals genutzt.                                                                     |
|                                      | Kuhschnappel (St. Egidien)                | Ernst-Schneller-Straße, gegenüber dem Gasthof Kuhschnappel 50° 48′ 20″ N, 12° 38′ 35″ O                                | 1976/77      | Pyramide mit drei Etagen. Die 12 gedrechselten Figuren (Bergmänner) stehen auf Stegen. Die privat erbaute Pyramide ist seit 1990 im Besitz der Ortsverwaltung. |
|                                      | Langenbach (Langenweißbach)               | Langenbacher Dorfplatz gegenüber der Kirche (Kreuzung Hauptstraße/An der alten Schäferei) 50° 38′ 19″ N, 12° 37′ 46″ O | 1996         | Auf der dreistöckigen Ortspyramide Langenbach sind auf der unteren Etage Alltagsszenen, in der Mitte die Christgeburt und auf der oberen Etage Bergmann, Engel und eine weitere Figur zu sehen. |
|                                      | Langenreinsdorf (Crimmitschau)            | Hauptstraße 72, nahe der Freiwilligen Feuerwehr 50° 47′ 59″ N, 12° 20′ 57″ O                                           | 2017         | Pyramide mit 5 Tellern und einer Höhe von 4,8 Metern. Geschnitzte Figuren aus dem Erzgebirge mit Bezug zum dörflichen Alltag. |
|                                      | Leutersbach (Kirchberg)                   | Parkplatz bei Hauptstraße 45 50° 36′ 28″ N, 12° 31′ 13″ O                                                              | 2008         | Die Ortspyramide Leutersbach ist eine Kombination aus dreistöckiger Pyramide (Alltagsszenen) und Außenschwibbogen (Bergmann und Engel). |
|                                      | Lichtenstein/Sa.                          | Neumarkt 50° 45′ 9″ N, 12° 37′ 52″ O                                                                                   | 1977         | Vom Vorgängermodell von 1936 sind lediglich einige Figuren erhalten geblieben. Die 9 Meter hohe Stabpyramide zeigt auf dem unteren Teller die regionalen Berufe Bergmann, Bäuerin, Weberin und Zimmermann. Auf dem mittleren Teller werden Wintersportarten dargestellt und auf dem oberen Teller drehen spielende Kinder ihre Runden. Das vor dem Bau angefertigte, 86 Zentimeter große Modell des Lichtensteiner Schnitzers Rudolf Donhoff ist erhalten geblieben und seit 2008 eine Dauerleihgabe an die Stadtverwaltung für ihr eigenes Museum. Bis zum Ende der Weihnachtszeit 2016/17 war ihr Platz an der Glauchauer Straße (⊙). |
|                                      | Limbach-Oberfrohna                        | Rathaushof in Limbach 50° 51′ 30″ N, 12° 46′ 5″ O (bis 2018/19 Johannisplatz in Limbach)                               | 1999         | Die Pyramide ist sechs Meter hoch, ihre Ursprünge gehen auf vor 1990 zurück. Die jetzigen Figuren entstanden um das Jahr 2000 unter Mithilfe des Lichtensteiner Spielzeugmuseums. Bis zur Saison 2018/2019 befand sich die Ortspyramide Limbach-Oberfrohna am Johannisplatz im Stadtteil Limbach ( ⊙). Mit der Verlegung des Limbach-Oberfrohnaer Weihnachtsmarkts in den Rathaushof in der Saison 2019/2020 erhielt auch die Ortspyramide einen neuen Standort im Rathaushof. Die Musterpyramide im Maßstab 1:10 befindet sich im Foyer des Rathauses (ehemaliges Rittergut Limbach).(⊙). Auf der unteren Etage befinden sich die Figuren der Christgeburt, in der mittleren Etage Figuren des örtlichen Handwerks und auf der oberen Etage, Bergmann, Engel und Lichtertürke. |
|                                      | Lobsdorf (St. Egidien)                    | 50° 48′ 46″ N, 12° 36′ 48″ O                                                                                           | 2008         | Den Beschluss zum Bau fassten Lobsdorfer Bürger im Jahr 2007, die Bauzeit für die ausschließlich privat finanzierte Pyramide betrug 12 Monate. Die dreietagige Stockwerkspyramide ist 4,5 Meter hoch und hat einen Flügelraddurchmesser von 1,8 Metern. Die Konstruktion besteht aus 150 Einzelteilen und hat eine Masse von ca. 1,5 Tonnen. Insgesamt 17 Figuren stellen die Weihnachtsgeschichte dar. Am 29. November 2008 wurde die Pyramide erstmals feierlich angeschoben. |
|                                      | Meerane                                   | Teichplatz 50° 51′ 3″ N, 12° 27′ 47″ O                                                                                 | 1996         | Die Stabpyramide wurde vom Handels- und Gewerbeverein gestiftet. Am 30. November 1996 wurde sie erstmals feierlich angeschoben. |
|                                      | Meinsdorf (Callenberg)                    | Buswendestelle 50° 50′ 10″ N, 12° 43′ 41″ O                                                                            | 2024         | Die Weihnachtspyramide wurde vom Kultur- und Freizeitverein Meinsdorf e.V. erbaut und hat eine Höhe von ca. 6,5 Metern. Die Besonderheit bildet ein im Maschinenraum integriertes Bergwerk, welches ebenfalls mit einer Drehbewegung ausgestattet ist. Durch die Kombination von Holz- und Metallwerkstoffen zeigt sich die Pyramide in einem modernen Design. Die Figuren stellen orts- bzw. gemeindeansässige Berufsbilder dar. Die Finanzierung wurde sowohl über den Verein, als auch über Spendengelder durch die Gemeinde bzw. durch ansässige Unternehmen sichergestellt. Nach fünfjähriger Planung wurde die Pyramide im Advent 2024 eingeweiht, allerdings war sie zunächst nur mit den Figuren im Sockelbereich bestückt. |
|                                      | Mosel (Zwickau)                           | Glauchauer Straße/Einmündung Kohlenstraße 50° 46′ 50″ N, 12° 28′ 43″ O                                                 | 1995         | Vieretagige Pyramide mit einer Höhe von 6,85 m. Zu sehen sind Figuren aus der Weihnachtsgeschichte, Kurrendesänger, Engel und Bergmann, Nussknacker, Jäger und eine orientalische Figur. |
|                                      | Mülsen St. Jacob (Mülsen)                 | St. Jacober Hauptstraße, gegenüber des Rathauses der Gemeinde Mülsen 50° 43′ 56″ N, 12° 34′ 55″ O                      | 2023/24      | Die Ortspyramide Mülsen St. Jacob wurde auf Initiative des Heimatvereins Mülsen St. Jacob erbaut. Im unteren Pyramidenteil stehen die Figuren der biblischen Christgeburt auf einem Ring. Die Figuren des oberen Teils stellen Vertreter regionaltypischer Berufe und Tätigkeiten dar. Sie stehen auf Streben, die spiralförmig an der Pyramidenachse angebracht sind. |
|                                      | Mülsen St. Micheln (Mülsen)               | Mühlenbrücke 50° 44′ 53″ N, 12° 34′ 18″ O                                                                              | 1983         | Die dreietagige und 4,60 m hohe Pyramide wurde 1983 von Siegfried Krumbein erbaut. Ihr ursprünglicher Standort war auf einem Privatgrundstück an der Michelner Hauptstraße gegenüber einem Bauernhof. Nach dem Verkauf des Grundstückes wurde sie an ihren heutigen Standort an der Ecke Hauptstraße/Auerbacher Straße umgesetzt. die von Krumbein zusammen mit seiner Frau gedrechselten Figuren stellen Engel, Förster mit Rehen und Bergmusiker dar. |
|                                      | Mülsen St. Niclas (Mülsen)                | ehem. Rathaus 50° 43′ 9″ N, 12° 35′ 45″ O                                                                              | 1969         | 1966 hatte der damalige Bürgermeister Werner Lehmann die Idee für eine Ortspyramide. 1967 war der Entwurf im gotischen Stil ausgereift, 1968 bis 1969 wurde sie schließlich vom örtlichen Schnitzverein gefertigt. Die Stockwerkspyramide ist 6,5 Meter hoch und hat eine Flügelspannweite von 2,2 Metern. Auf den vier Etagen drehen sich insgesamt 18 gedrechselte Figuren die das seinerzeit ortstypische Handwerk symbolisieren. |
|                                      | Niederfrohna                              | Kindertagesstätte „Pfiffikus“, Obere Hauptstraße 18a 50° 52′ 49″ N, 12° 44′ 33″ O                                      | 1999         | Dreistöckige Pyramide mit Bäumen, Engeln, einem Schäfer und einer Kurrende. |
|                                      | Niederlungwitz (Glauchau)                 | vor der Freiwilligen Feuerwehr Niederlungwitz (Hauptstraße 44) 50° 48′ 50″ N, 12° 34′ 39″ O                            | 2011         | Pyramidenhaus mit zwei Etagen. Auf der unteren Ebene befindet sich eine Kurrende, auf der Ebene darüber sind Figuren mit ortstypischen Berufen aufgestellt. Geplant, gebaut und errichtet wurde das Pyramidenhaus von Einwohnern des Orts. |
|                                      | Obercrinitz (Crinitzberg)                 | Crinitztalstraße, Kirche 50° 34′ 21″ N, 12° 29′ 8″ O                                                                   |              | Dreistufige Pyramide, deren Etage mit Figuren bestückt ist, die ortstypischen Tätigkeiten und Berufen nachgehen. |
|                                      | Oberlungwitz                              | Postplatz an der Hofer Straße (unterhalb der Kirche) 50° 47′ 10″ N, 12° 43′ 22″ O                                      | 2024         | Vier Meter hohe Pyramide mit drei Etagen. Auf der unteren Etage befinden sich Figuren mit ortstypischen Berufen, wie ein Bauer, ein Lehrer, ein Feuerwehrmann, ein Mönch der Abtei Oberlungwitz, ein Motorradfahrer des nahen Sachsenrings und ein Strumpfwirker des VEB Strumpfkombinat Esda. Auf der mittleren Etage stehen für das Erzgebirge typische Figuren, wie Engel und Bergmann, ein Nussknacker, sowie ein Schornsteinfeger. In der obersten Etage befindet sich eine Kurrende. |
|                                      | Oberrothenbach (Zwickau)                  | an der Altenburger Straße 50° 45′ 59″ N, 12° 28′ 30″ O                                                                 | 1994         | Einetagiges Pyramidenhaus mit Kurrendefiguren. Der Fachwerkgiebel erinnert an die zahlreichen Fachwerkhäuser im Ort. Die ursprünglich auf der Pyramide befindlichen 5 geschnitzten ortstypischen Figuren wurde nach einer mutwilligen Zerstörung im Jahr 1999 restauriert und im Folgejahr durch eine Kurrende ersetzt. |
|                                      | Oberwiera                                 | Siedlung Holzhäuser 50° 53′ 15″ N, 12° 32′ 39″ O                                                                       | 1985         | Dreistöckige, privat erbaute Pyramide. Sie steht auf dem Gelände des Erbauers. |
|                                      | Ortmannsdorf (Mülsen)                     | „Konsumplatz“ 50° 42′ 23″ N, 12° 37′ 7″ O                                                                              | 1980er Jahre | Weihnachtspyramide in Form eines Nadelbaums mit drei Etagen. Auf der unteren Etage befindet sich ein Weihnachtsmann und Rehe. Die mittlere Etage ist mit Bergmännern bestückt. Eine Kurrende befindet sich auf der obersten Etage. |
|                                      | Planitz (Zwickau)                         | Oberplanitzer Markt 50° 40′ 53″ N, 12° 28′ 33″ O                                                                       | 1998         | Die Figurengruppen der Planitzer Pyramide wurden vom Planitzer Schnitzverein gestaltet. Auf 3 Etagen befinden sich 27 Figuren, die Szenen aus Grimms Märchen darstellen. Am ersten Advent 1998 wurde sie erstmals feierlich angedreht. Planung und Ausführung nahmen insgesamt elf Jahre in Anspruch, wobei dieser lange Zeitraum Folgen der politischen Wende 1989/1990 geschuldet war. Mit einer Höhe von 6 Metern ist sie höher als die Zwickauer Ortspyramide. Durch die Umgestaltung und dem Umbau des Planitzer Marktplatzes ist sie 2024 nicht aufgebaut. |
|                                      | Reichenbach (Callenberg)                  | Kulturelle Begegnungsstätte Reichenbach 50° 50′ 9″ N, 12° 39′ 28″ O                                                    | 1995         | Dreietagige, 4 Meter hohe, quadratische Stufenpyramide mit Bergleuten und Erzgebirgsmotiven. Seit 2021 zu Ostern geschmückt mit Ostermotiven. |
|                                      | Reinsdorf                                 | Am Rathaus 50° 42′ 1″ N, 12° 33′ 13″ O                                                                                 | 1991         | Dreieinhalbetagige Stufenpyramide mit Engeln, Bergleuten, römischen Soldaten und der Geburt Christi. |
|                                      | Rüsdorf (Bernsdorf)                       | gegenüber des Gasthofs „Goldener Stern“ 50° 47′ 6″ N, 12° 38′ 26″ O                                                    | 1994         | Schwibbogen mit zentriert eingesetztem Pyramidendrehwerk. Entworfen und gebaut hat ihn der Bastler Helmut Feierabend aus Kuhschnappel. Seit 1994 stellte er diesen in seinem eigenen Vorgarten aus. 2014 schenkte er diesen der Gemeinde Bernsdorf für den Ortsteil Rüsdorf, die ihn vom eigenen Bauhof restaurieren ließ und dabei auch die komplette Elektrik erneuerte. Zur Weihnachtszeit 2014/2015 wurde er erstmals feierlich eingeweiht. Auf dem Pyramidenteller drehen fünf gedrechselte und farbig lackierte Figuren ihre Runden. Dies sind Schornsteinfeger, Skifahrer, Jäger, Schnee- und Feuerwehrmann. Zu beiden Seiten des Drehwerks steht jeweils eine Bergmannsfigur fest im Bogen. |
|                                      | Rußdorf (Limbach-Oberfrohna)              | Kirchweg, neben dem Pfarramt 50° 50′ 57″ N, 12° 43′ 6″ O                                                               |              | Pyramide mit drei Etagen. Auf der unteren Etage befinden sich Nussknacker, auf der mittleren Etage Bergmänner und Engel und auf der oberen Etage befinden sich Schneemänner und Weihnachtsmänner. |
|                                      | St. Egidien                               | Rathaus 50° 47′ 17″ N, 12° 36′ 40″ O                                                                                   | 1978         | Vieretagige Stufenpyramide mit Nussknackern, Bergleuten, Berufen und Weihnachtsmännern. Die Höhe beträgt 5,40 Meter. |
|                                      | Schlunzig (Zwickau)                       | Ortskern von Schlunzig, an der Feuerwehr 50° 47′ 29″ N, 12° 29′ 50″ O                                                  | 2000         | Hergestellt wurde die Pyramide von der Drechslerei Baumann in Planitz. Im Jahr 2015 wurde Verschleißerscheinungen durch Instandsetzung und Überarbeitung entgegengewirkt. Dabei wurden defekte Holzteile, Teile der Elektrik und des Antriebs erneuert. |
|                                      | Silberstraße (Wilkau-Haßlau)              | Am Sportplatz (Ortseingang an der B 93 aus Richtung Schneeberg) 50° 39′ 38″ N, 12° 33′ 16″ O                           | 2018         | Die dreistufige Stabpyramide entstand in Eigenleistung, als Figuren dienten ehemalige Wilkauer Figuren (Kurrende und verschiedene Berufe). |
|                                      | Stangendorf (Mülsen)                      | Am Sportzentrum 50° 45′ 44″ N, 12° 33′ 34″ O                                                                           | 2004         | Die dreistufige Pyramide entstand unter Mitwirkung von mehreren Bewohnern der Straße „Am Sportzentrum“. Am 27. November 2005 wurde sie erstmals feierlich angeschoben. Auf der unteren Etage befinden sich Figuren der biblischen Christgeburt. Die mittlere Etage ist der Mülsengrundbahn gewidmet. Dort befinden sich ein Zug der Schmalspurbahn und das Modell der noch im Original vorhandenen Wartehalle der Haltestelle Stangendorf. Die obere Etage ist mit einem Förster, Rehen und einem Baum bestückt. |
|                                      | Stangengrün (Kirchberg)                   | Irfersgrüner Str. beim Kindergarten 50° 35′ 8″ N, 12° 27′ 0″ O                                                         | 2013         | Das Vorgängermodell von 1978 wurde zur Weihnachtszeit 2012/13 letztmals aufgestellt. 2012 beschloss der „Dorf-, Heimat- und Jugendverein Stangengrün e.V.“ eine Generalüberholung der alten Pyramide bis zum Begin der folgenden Weihnachtszeit. Viele Arbeiten konnten seitens der Mitglieder geleistet werden, finanzielle Unterstützung kam seitens der Stadtverwaltung Kirchberg. Dabei wurden Flügelrad und das hölzerne Gerüst komplett neu gebaut, der Antrieb des Vorgängermodells überholt. Die Figuren wurden wiederverwendet. Die Stabpyramide zeigt auf drei Drehtellern orts- und weihnachtstypische Figuren. Zuunterst finden sich die ländlichen Motive Bauer mit Leiterwagen, Pilzsammlerein, Wegweiser und Postkutsche. In der Mitte vier Bergleute und ganz oben drehen Sternsinger ihre Runden. |
|                                      | Steinpleis (Werdau)                       | Hauptstraße, Einmündung Albert-Kralapp-Straße 50° 42′ 42″ N, 12° 24′ 8″ O                                              | 2000         | Die dreistufige Stabpyramide entstand in Eigenleistung. Auf der 6 Meter hohen Pyramide sind eine Kurrende, Bergleute und die Geburt Christi zu sehen. |
|                                      | Thanhof (Lichtentanne)                    | Kreuzung Schönfelser Straße/Thanhofer Straße 50° 41′ 32″ N, 12° 23′ 59″ O                                              | 1970er Jahre | Vierietagige Stabpyramide mit Bergleuten, Bergmann und Engel, Nussknackern |
|                                      | Thurm (Mülsen)                            | An der Alten Brauerei 1 (Gasthof Thurm) 50° 46′ 2″ N, 12° 32′ 43″ O                                                    | 1970er Jahre | Dreietagige Stabpyramide mit der Blaskapelle und ortstypischen Berufen des einstigen Elektromotorenwerks (Maurer, Zimmermann, Schlosser, Technologe), sowie den damals bestehenden Sportgemeinschaften. |
|                                      | Vielau (Reinsdorf)                        | Am Herrenhaus des Ritterguts Vielau 50° 41′ 1″ N, 12° 32′ 45″ O (bis 2012 Bäckerei Mende)                              | 1987         | Dreietagige Stufenpyramide mit Engeln, Waldarbeitern und Bergleuten. |
|                                      | Waldenburg                                | Markt 50° 52′ 28″ N, 12° 36′ 10″ O                                                                                     | 1995         | Vieretagige, 5,8 Meter hohe Stockwerkspyramide. Die Kosten von seinerzeit 35.000 DM wurden ausschließlich aus Spendengeldern beglichen. Die Figuren fertigte ein spezialisiertes Freiberger Unternehmen. Auf den vier Etagen ist die Weihnachtsgeschichte dargestellt, zudem finden sich Kurrende, Engel und typische Figuren aus Handwerk und Bildung, die mit der Stadtentwicklung in Verbindung stehen. |
|                                      | Werdau                                    | Fred-Oettel-Bürgerpark 50° 44′ 18″ N, 12° 21′ 54″ O                                                                    | 2014         | Die mehr als drei Meter hohe Pyramide wurde dank vieler Sponsoren vom Heimatverein Landwehrgrund realisiert, von dem auch einige Mitglieder direkt am Bau beteiligt waren. Die Figuren verkörpern für Werdau charakteristische Berufe. Hinzu kommen christliche sowie für das Erzgebirge typische Motive. |
|                                      | Weißbach (Langenweißbach)                 | 50° 37′ 42″ N, 12° 35′ 7″ O                                                                                            | 2000         | Dreietagige Stabpyramide mit Kurrende, Erzgebirgsfiguren, und ortstypischen Berufen. |
|                                      | Wildenfels                                | Rathaus 50° 39′ 57″ N, 12° 36′ 33″ O                                                                                   | 1973         | Die Pyramide soll einen stilisierten Förderturm darstellen. Die Figuren auf dem Drehteller sind Blaufarbenwerker, Bergschmied, Bergknappe, Hüttenarbeiter und Steiger. Erbaut wurde sie 1973 durch Kurt Schmalfuß, Fritz Rothe, Erich Scheffler und Erich Weigelt. Der Arbeitsaufwand belief sich auf insgesamt 2500 Stunden. |
|                                      | Wilkau                                    | Rathaus 50° 40′ 29″ N, 12° 30′ 48″ O                                                                                   |              | Zweietagige Stabpyramide mit Erzgebirgsfiguren. (31. Dezember 2018: ohne Figuren.) |
|                                      | Wolfersgrün (Kirchberg)                   | Kirche 50° 36′ 47″ N, 12° 29′ 7″ O                                                                                     | 2010         | In einer Einwohnerversammlung 2009 wurde das Projekt vorgestellt und die Wolfersgrüner votierten in einer Befragung für die Aufstellung einer Ortspyramide. Für den Bau wurden sodann Geldspenden gesammelt und bereits ein jahr später war eine für den Bau ausreichende Summe vorhanden, in der Zwischenzeit wurde auch eine Interessengemeinschaft Pyramide gegründet. Unterstützt wurde der Bau von ortsansässigen Handwerkern und Bürgern. Am 27. November 2010 wurde sie erstmals feierlich angeschoben. Die Stabpyramide verfügt über drei Drehteller. Auf dem unteren drehen sich Figuren und Objekte die eng mit der Entwicklung des Ortes verbunden sind. In der Mitte ist Christi′ Geburt mit Stall zu sehen und zuoberst dreht eine Kurrende ihre Runden. |
|                                      | Wulm (Mülsen)                             | Wulmer Hauptstraße, vor der Freiwilligen Feuerwehr 50° 46′ 45″ N, 12° 29′ 57″ O                                        | 2007         | Dreistufige Pyramide mit geschnitzten Figuren. Die Pyramide wurde von Kameraden der örtlichen Feuerwehr finanziert. Auf der unteren Etage befinden sich Figuren der biblischen Christgeburt. Die mittlere Etage ist mit Vertretern ortstypischer Berufe und die oberste Etage mit einem Förster, Waldtieren und Bäumen bestückt. |
|                                      | Zwickau                                   | Kornmarkt 50° 42′ 59″ N, 12° 29′ 45″ O (bis 2012/13 Hauptmarkt)                                                        | 1975         | Die 6 Meter hohe, vieretagige Stabpyramide wurde vom Planitzer Schnitzverein hergestellt, der auch den erstmaligen Aufbau übernahm. |

## Ehemalige und/oder nicht mehr existente Ortspyramiden
| Abbildung | Ort                     | Standort                             | Aufstellzeitraum | Geschichte |
| --------- | ----------------------- | ------------------------------------ | ---------------- | --- |
|           | Hohenstein-Ernstthal    | Altmarkt                             | ca. 1980–1991    | Pläne für eine Ortspyramide gab es bereits 1976, zu Beginn der 1980er-Jahre wurde sie eingeweiht. Das Gestell fertigten Bürger der Stadt, die Figuren wurden in Seiffen/Erzgeb. gedrechselt. 1991 wurde sie letztmals aufgebaut. Die Figuren, darunter ein Bergmann, sollten als Geschenk an die Partnerstadt Rheinberg gehen, sieben Figuren wurden jedoch behalten und werden im Textil- und Rennsportmuseum der Stadt aufbewahrt. |
|           | Kirchberg               |                                      | 1938/39          | Bereits 1938 besaß Kirchberg einen sogenannten Drehturm, welcher im Jahr zuvor für 310 Reichsmark gefertigt wurde. An ihm befand sich auch eine Spendenbox für das Winterhilfswerk des Deutschen Volkes – das Einwerfen einer Münze setzte ein Glockenspiel in Gang. Der Drehturm war allerdings nur eine Saison im Einsatz, bereits 1939 wurde er nicht wieder aufgebaut. Über den Verbleib nach 1944 ist nichts bekannt. |
|           | Lichtenstein            | Altmarkt (vorher: Callnberger Markt) | 1936 – ca. 1955  | Die erste Lichtensteiner Stadtpyramide datiert von 1936. Ihr erster Standort war der Callnberger Markt (jetziger Neumarkt), zuletzt stand sie auf dem Altmarkt. Mitte der 1950er-Jahre wurde sie letztmals aufgebaut. Von ihr sind lediglich einige Figuren, darunter ein Hirte, erhalten, die im Stadtmuseum aufbewahrt werden. Im Jahr 2007 startete der „Verein für Geschichte der Stadt Lichtenstein/Sa. e.V.“ einen Aufruf für den Nachbau der Pyramide. Gemäß Aufgabenstellung des Vereins unter Mitwirkung des Daetz-Centrums und der Miniwelt GmbH sollte sie zum Jubiläum „300 Jahre Callnberg“ im Mai 2008 eingeweiht werden. Aus unbekannten Gründen wurde der Nachbau jedoch nicht realisiert. |
|           | Stangengrün (Kirchberg) |                                      | 1978–2012/13     | Die erste Stangengrüner Pyramide war eine 6 Meter hohe, vieretagige Stabpyramide und wurde 1978 nach lediglich 14 Tagen Bauzeit fertiggestellt. Aufgrund von Alters- und Witterungsschäden wurde sie, zuletzt notdürftig repariert, 2012/13 letztmals aufgebaut. Die Figuren blieben erhalten und haben auf dem Nachfolgemodell am gleichen Standort ihren Platz eingenommen. |
|           | Wilkau (Wilkau-Haßlau)  |                                      |                  | Die erste Pyramide von Wilkau-Haßlau war ein dreietagige Stabpyramide. Aufgrund mehrmaliger Zerstörung blieben nur einige Figuren erhalten, welche sich jetzt auf der neuen Ortspyramide befinden. |

## Pyramiden auf privatem Gelände, welche mit Ortspyramiden vergleichbar sind
| Abbildung                                               | Ort                         | Standort                                                                          | Aufstellzeitraum | Geschichte |
| ------------------------------------------------------- | --------------------------- | --------------------------------------------------------------------------------- | ---------------- | --- |
| Außenpyramide im KiEZ Am Filzteich (Hartmannsdorf)      | Hartmannsdorf bei Kirchberg | KiEZ Am Filzteich (Hartmannsdorer Flur) 50° 34′ 27,45″ N, 12° 36′ 15,64″ O        |                  | Die dreistufige Pyramide befindet sich auf dem Gelände des KiEZ „Am Filzteich“ auf Hartmannsdorfer Flur und ist öffentlich zugänglich. Auf der unteren Etage befinden sich mehrere Bergleute. Die mittlere Etage ist mit erzgebirgstypischen Figuren bestückt (Bergmann und Engel, Weihnachtsmann, Schornsteinfeger, Schneemann, Nussknacker). Auf der obersten Etage stehen mehrere Räuchermänner und eine Frau mit einem Kloßtablett. |
| Außenpyramide der Schlosserei Lange (Mülsen St. Jacob)  | Mülsen St. Jacob (Mülsen)   | St. Jacober Hauptstraße 20 50° 44′ 26″ N, 12° 34′ 22″ O                           | 1980             | Zweistufige Weihnachtspyramide aus Metall mit einer Höhe von 4,40 Metern. Auch die Figuren sind aus Metall. Erbaut durch die Schlosserei Lange, die auf deren Familiengrundstück steht. Die untere Etage ist mit Bergmännern, die obere Etage mit Engeln besetzt. |
| Außenpyramide am Stadt- und Dampfmaschinenmuseum Werdau | Werdau                      | Stadt- und Dampfmaschinenmuseum Werdau, Holzstraße 2 50° 43′ 58″ N, 12° 22′ 24″ O |                  | Dreistufige Pyramide, die mit Szenen bekannter deutscher Kindermärchen bestückt ist. |